# Espringale
Um espringale é um dispositivo de artilharia mecânica para jogar grandes virotes e menos comummente pedras ou fogo grego. É retratado em diagrama em um manuscrito bizantino do século XI, mas na Europa Ocidental é mais evidente no final do século XII e início do século XIII.